# Gregory Helms

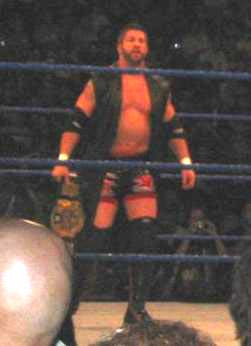
Gregory Helms

Gregory Helms (n. 12 iulie 1974) este un wrestler american care activează în prezent  în divizia SmackDown! a promoției World Wrestling Entertainment. 
Este wrestlerul care a avut cel mai lung parcurs ca și campion al categoriei Cruiserweight din istorie. Este un foarte bun prieten cu Matt Hardy & Jeff Hardy și Shannon Moore deoarece toți 4 sunt din North Carolina și au făcut școala de wrestling împreună. Gregory Helms a debutat în WCW sub numele de "Sugar" Shane Helms unde a câștigat centura WCW Cruisereweight și WCW Hardcore alături de Shannon Moore. Și-a făcut apariția în WWE în anul 2002 și a câștigat centura hardcore și europeană o dată și de 2 ori centura pe echipe cu Kane și Rosey, și de 2 ori centura cruiserweight.

## Titluri în Wrestling

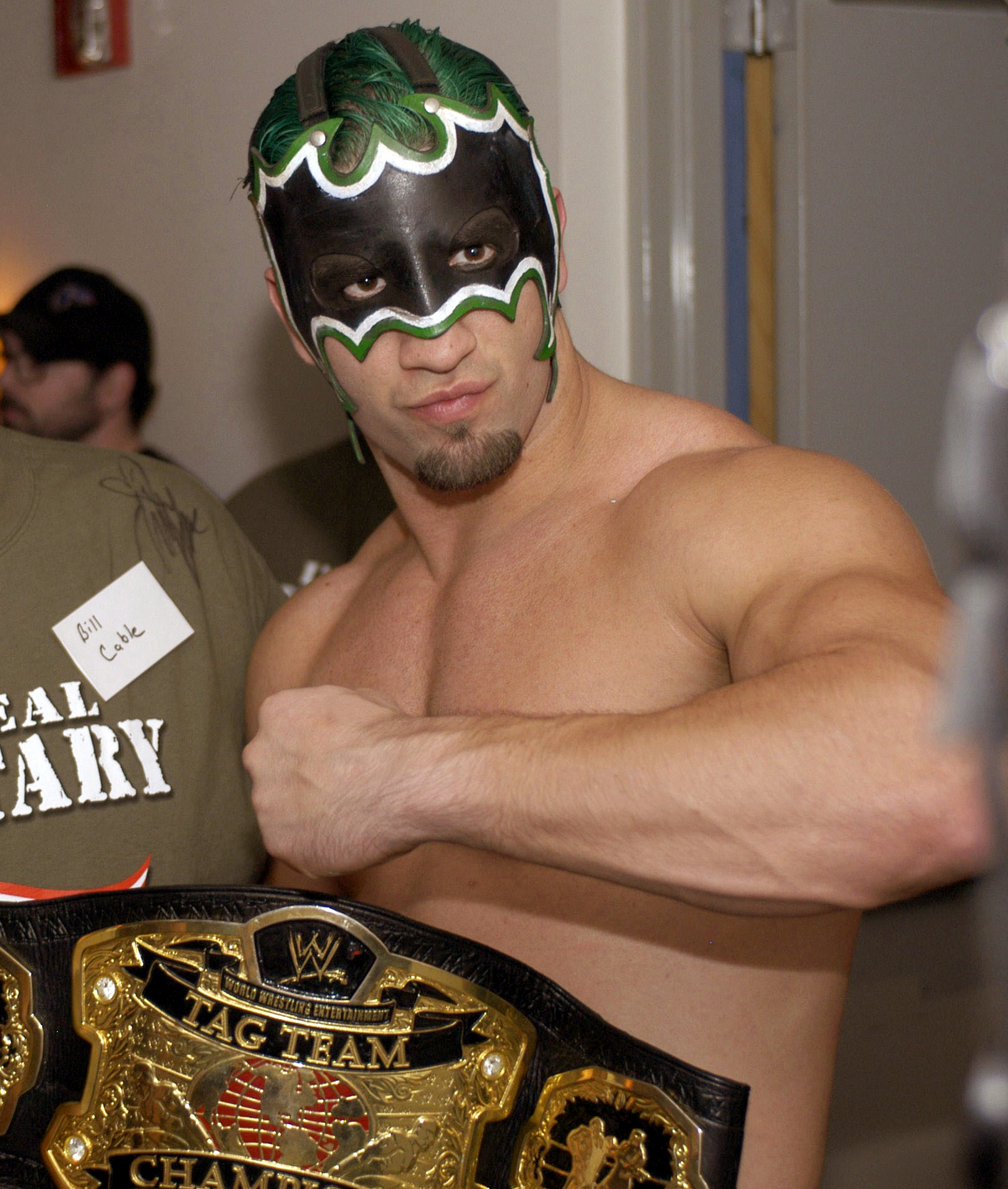
Helms (as The Hurricane) with the World Tag Team Championship.

- Carolina Championship Wrestling Alliance
  - CCWA Light Heavyweight Championship (2 ori)[1]
- Empire State Wrestling
  - ESW Tag Team Championship (1 dată) – with Johnny Adams[2]
- New Dimension Wrestling
  - NDW Tag Team Championship (1 dată) – with Mike Maverick[3]
- North American Pro Wrestling
  - NAPW Light Heavyweight Championship (1 dată)[1]
- NWA Wildside
  - NWA Wildside Tag Team Championship (1 dată) – with Shannon Moore[4]
- Organization of Modern Extreme Grappling Arts
  - OMEGA Tag Team Championship (2 times) – with Mike Maverick[5]
- Pro Wrestling Illustrated
  - PWI ranked him 21 of the 500 best singles wrestlers in the PWI 500 in 2003[6]
- Pro Wrestling International
  - PWI International Heavyweight Championship (2 time)[7][8]
- Southern Championship Wrestling
  - SCW Heavyweight Championship (1 time)[1]
  - SCW Tag Team Championship (1 time) – with Mike Maverick[1]
- Southern Wrestling Alliance
  - SWA Light Heavyweight Championship (1 time)[5]
- Texas Championship Wrestling
  - TCW Texas Tag Team Championship (1 time) – with Lenny Lane[5]
- World Championship Wrestling
  - WCW Hardcore Championship (1 dată)[5] [a]
  - WCW Cruiserweight Championship (1 dată)[9]
- World Wrestling Federation / Entertainment
  - WWF European Championship (1 dată)[10]
  - WWF Hardcore Championship (1 dată)[11]
  - WWE Cruiserweight Championship (2 ori)[12][13]
  - World Tag Team Championship (2 ori) – cu Kane (1) și Rosey (1)[14][15]
- World Wrestling Organization
  - WWO Light Heavyweight Championship (1 dată)[1]
- Wrestling Observer Newsletter
  - Best Gimmick (2001)[16]